# Menu Start

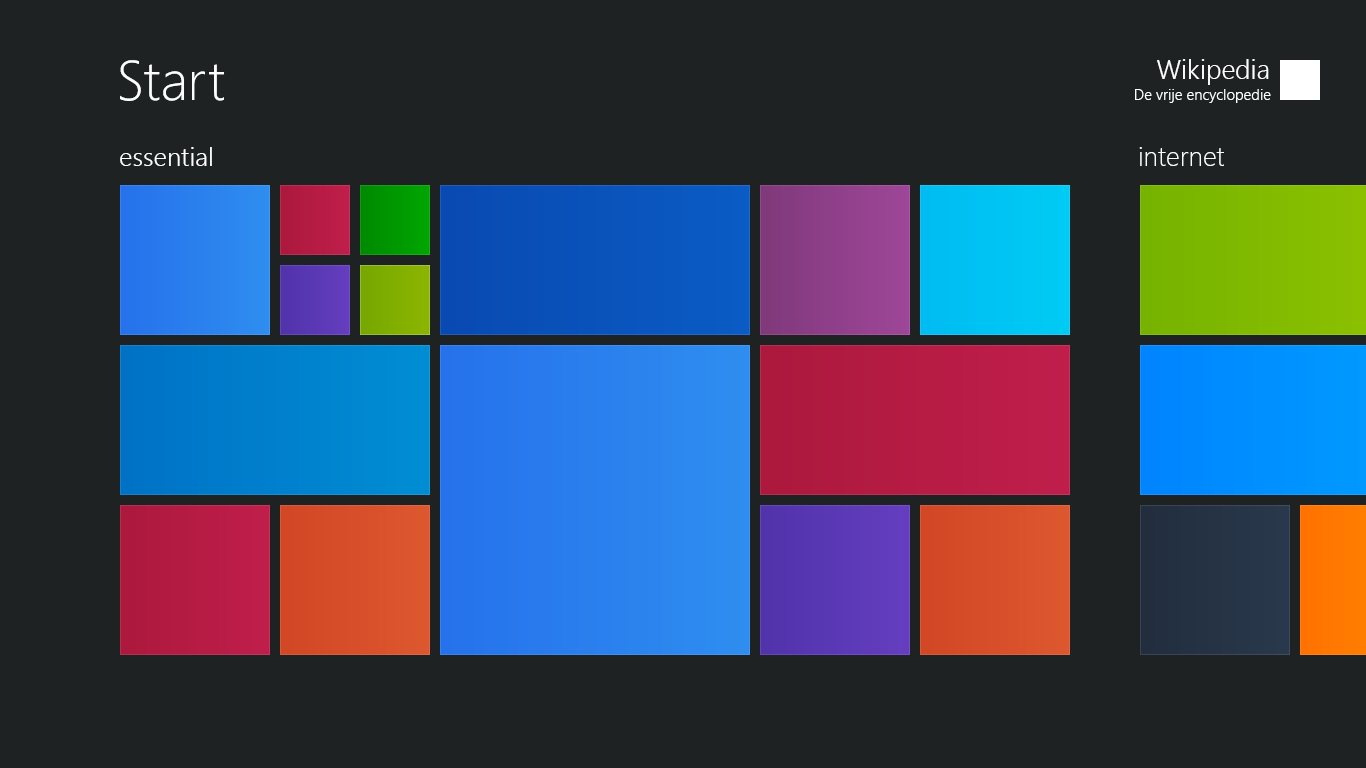
Ekran Startowy w systemie Windows 8.1

Menu Start – element interfejsu środowiska graficznego Microsoft Windows oraz niektórych systemów Linux i Mac OS. 
Przez Menu Start można uruchamiać programy, foldery i zmieniać ustawienia na komputerze. 
Menu Start po raz pierwszy pojawiło się w Windows 95 i od tej pory pojawiało się w każdej wersji systemu (oprócz Windows 8). Można je rozpoznać po logo Windows oraz napisie „Start” (napisu tego brak w standardowym interfejsie od Windows Vista wzwyż).

## Wygląd
- Windows 9x, Windows NT/2000 - jedna kolumna zawierająca ikony aplikacji oraz skróty ustawień.
- Windows XP - dwie kolumny. Po lewej lista aplikacji, po prawej skróty do folderów i ustawień. Możliwość ustawienia klasycznego Menu Start.
- Windows Vista - lewa kolumna wzbogacona o pasek wyszukiwania.
- Windows 7 - jak wyżej, ale bez opcji klasycznego Menu Start.
- Windows 8/8.1 - pełnoekranowe menu z kafelkami aplikacji.
- Windows 10 - po lewej lista aplikacji, po prawej obszar na kafelki, które można dowolnie przypinać i sortować.

## Windows 8
W tym systemie ekran Start wyświetlany jest po uruchomieniu się systemu Windows. Można go również wywołać z pulpitu, klikając w lewy dolny róg (jeśli pasek zadań jest na dole ekranu) lub nacisnąć przycisk z logo Windows na klawiaturze.

## Przycisk Start
W różnych wersjach Windows przycisk Start ma domyślnie różny wygląd:
- Szary, płaski prostokąt z 16-kolorowym logo i napisem „Start” (Windows 9x, Windows NT/2000, Windows Server).
- Zielony, wypukły prostokąt zaokrąglony od wewnętrznej strony, z pełnokolorowym logo i napisem „Start” (Windows XP).
- Kula zawierająca logo Windows Vista bez napisu „Start” (Windows Vista, Windows 7).
- Prostokąt z logo Windows 8 bez napisu „Start” (Windows 8.1, Windows 10).

Nowsze systemy udostępniają również jako style interfejsy graficzne dostępne we wcześniejszych wersjach (np. w Windows XP i Windows Vista można włączyć styl Standardowy Windows), możliwe jest też zainstalowanie własnego stylu, więc wygląd przycisku może być mylący.
Przycisk ten można obsługiwać myszką, można też wywołać menu Start za pomocą klawisza Windows lub skrótu klawiszowego Ctrl+Esc. Podstawowym zadaniem przycisku Start jest wywoływanie hierarchicznego menu startowego, które zastąpiło okno menedżera programów dostępne w Windows 3.x.